# بید بارات
بید بارات (نام علمی: Salix barrattiana) نام یک گونه از سرده بید است.